# Edmonton (circonscription britannique)
Circonscription parlementaire de la Chambre des communes
La circonscription d'Edmonton est une circonscription électorale anglaise située dans le Grand Londres, et représentée à la Chambre des communes du Parlement britannique.

## Géographie
La circonscription comprend :
- La partie sud-est du borough londonien d'Enfield
- Les localités de Bush Hill Park (en), Edmonton et Ponders End

## Députés
Les Members of Parliament (MPs) de la circonscription sont:
| Législature              | Années       | Député      | Député          | Parti        |
| ------------------------ | ------------ | ----------- | --------------- | ------------ |
| Edmonton issue d'Enfield |              |             |                 |              |
| 31e                      | 1918–1922    |             | Alfred Warren   | Conservateur |
| 32e                      | 1922–1923    |             | Frank Broad     | Travailliste |
| 33e                      | 1923–1924    |             | Frank Broad     | Travailliste |
| 34e                      | 1924–1929    |             | Frank Broad     | Travailliste |
| 35e                      | 1929–1931    |             | Frank Broad     | Travailliste |
| 36e                      | 1931–1935    |             | John Rutherford | Conservateur |
| 37e                      | 1935–1945    |             | Frank Broad (2) | Travailliste |
| 38e                      | 1945–1948    | Evan Durbin |                 | Travailliste |
| 38e                      | 1948-1950    | Austen Albu |                 | Travailliste |
| 39e                      | 1950–1951    | Austen Albu |                 | Travailliste |
| 40e                      | 1951–1955    | Austen Albu |                 | Travailliste |
| 41e                      | 1955–1957    | Austen Albu |                 | Travailliste |
| 42e                      | 1959–1964    | Austen Albu |                 | Travailliste |
| 43e                      | 1964–1966    | Austen Albu |                 | Travailliste |
| 44e                      | 1966–1970    | Austen Albu |                 | Travailliste |
| 45e                      | 1970–1974    | Austen Albu |                 | Travailliste |
| 46e                      | 1974–1974    | Ted Graham  |                 | Travailliste |
| 47e                      | 1974–1979    | Ted Graham  |                 | Travailliste |
| 48e                      | 1979–1983    | Ted Graham  |                 | Travailliste |
| 49e                      | 1983–1987    |             | Ian Twinn       | Conservateur |
| 50e                      | 1987–1992    |             | Ian Twinn       | Conservateur |
| 51e                      | 1992–1997    |             | Ian Twinn       | Conservateur |
| 52e                      | 1997–2001    |             | Andy Love       | Travailliste |
| 53e                      | 2001–2005    |             | Andy Love       | Travailliste |
| 54e                      | 2005–2010    |             | Andy Love       | Travailliste |
| 55e                      | 2010–2015    |             | Andy Love       | Travailliste |
| 56e                      | 2015–2017    | Kate Osamor |                 | Travailliste |
| 57e                      | 2017–2019    | Kate Osamor |                 | Travailliste |
| 58e                      | 2019–Présent | Kate Osamor |                 | Travailliste |

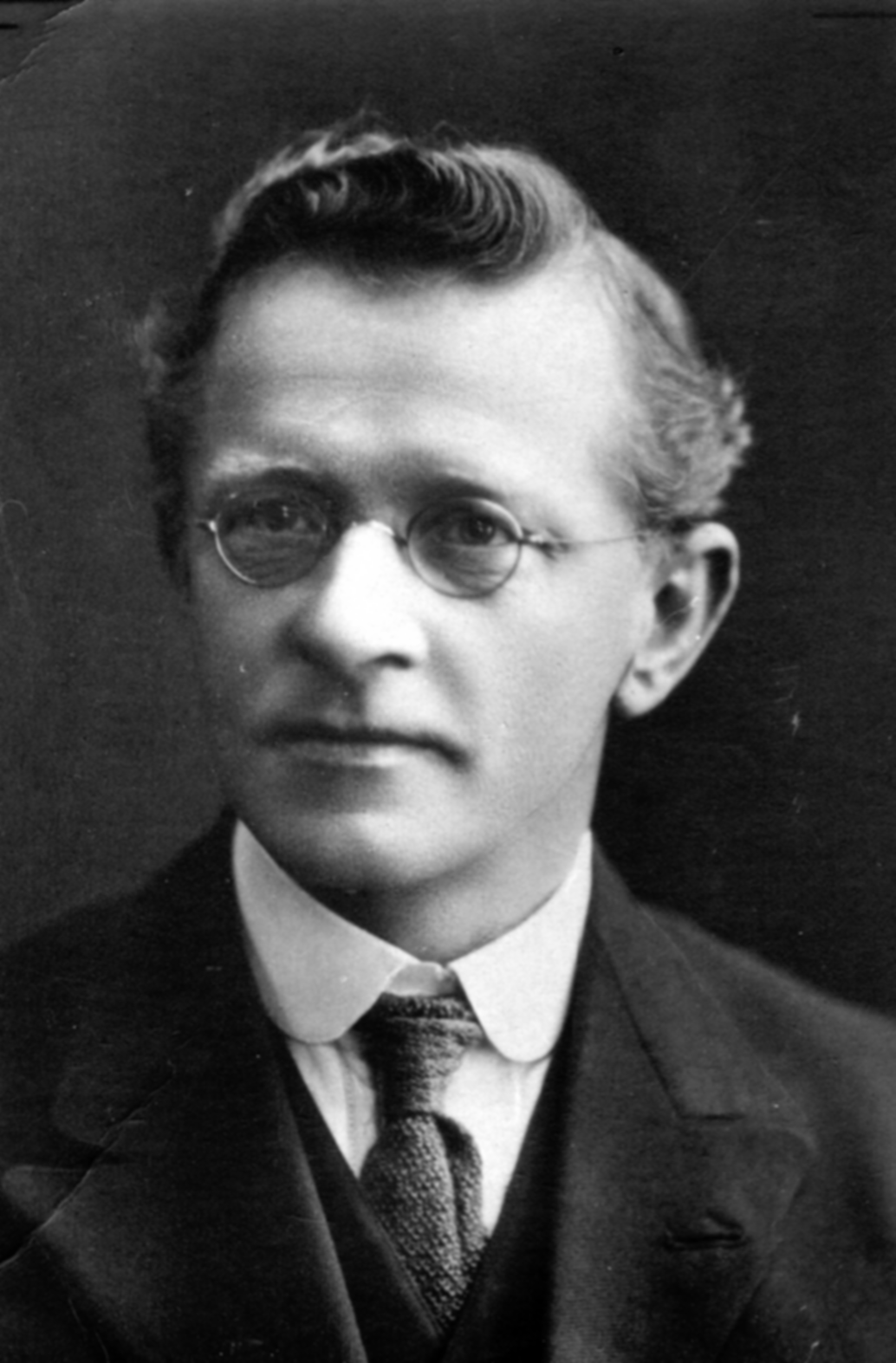
Frank Broad (1922-1931 et 1935-1945)
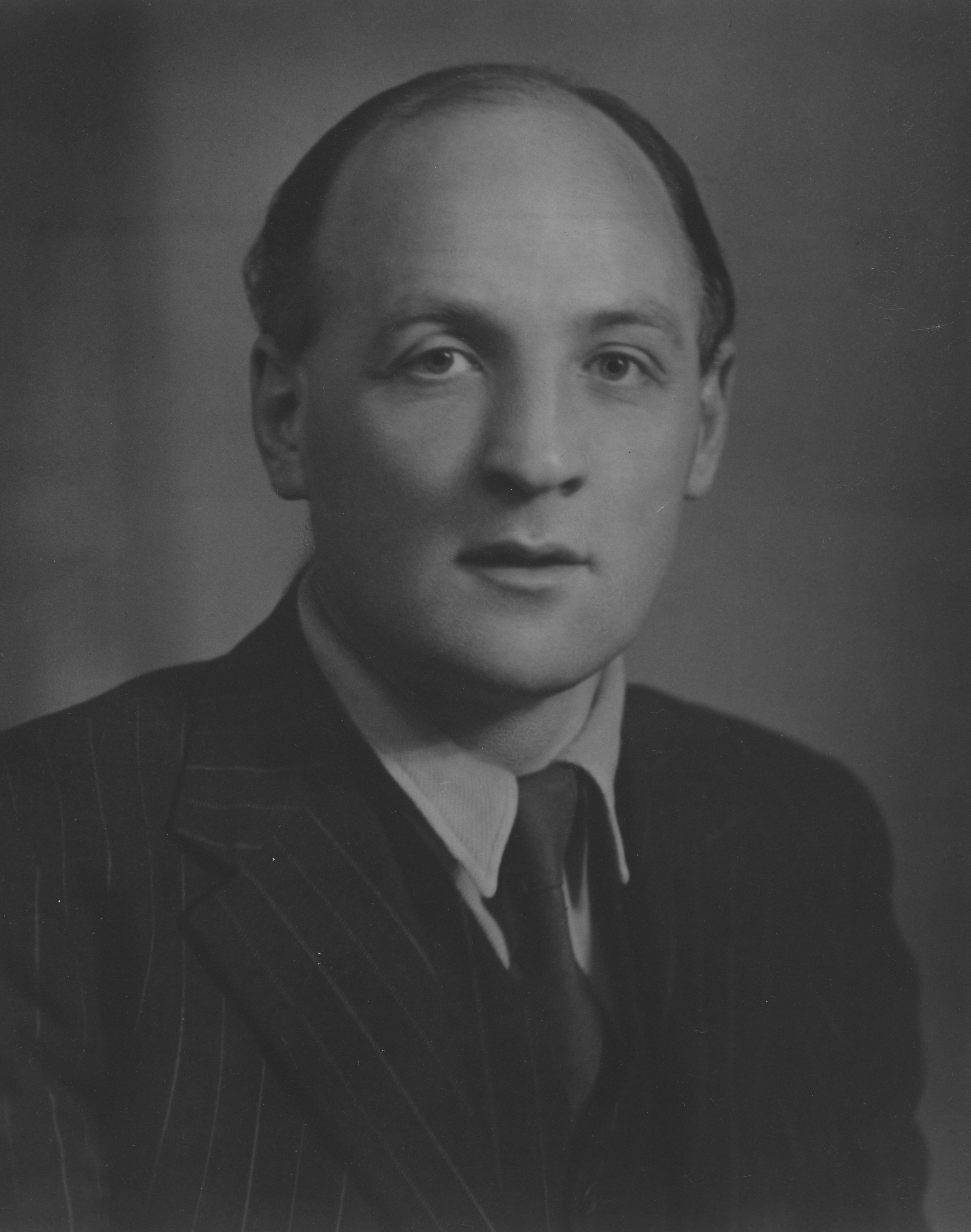
Evan Durbin (1945-1948)
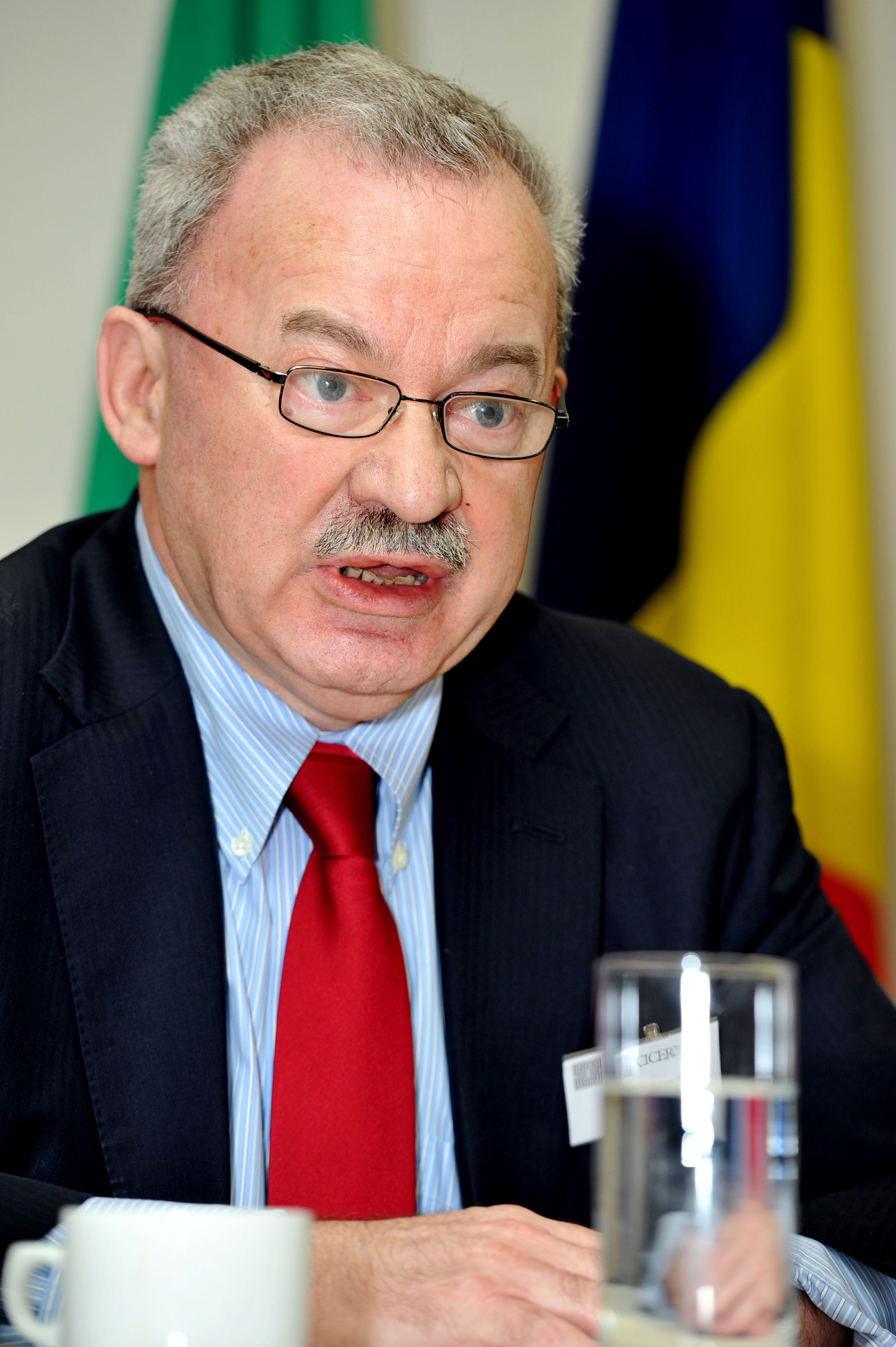
Andy Love (1997-2015)
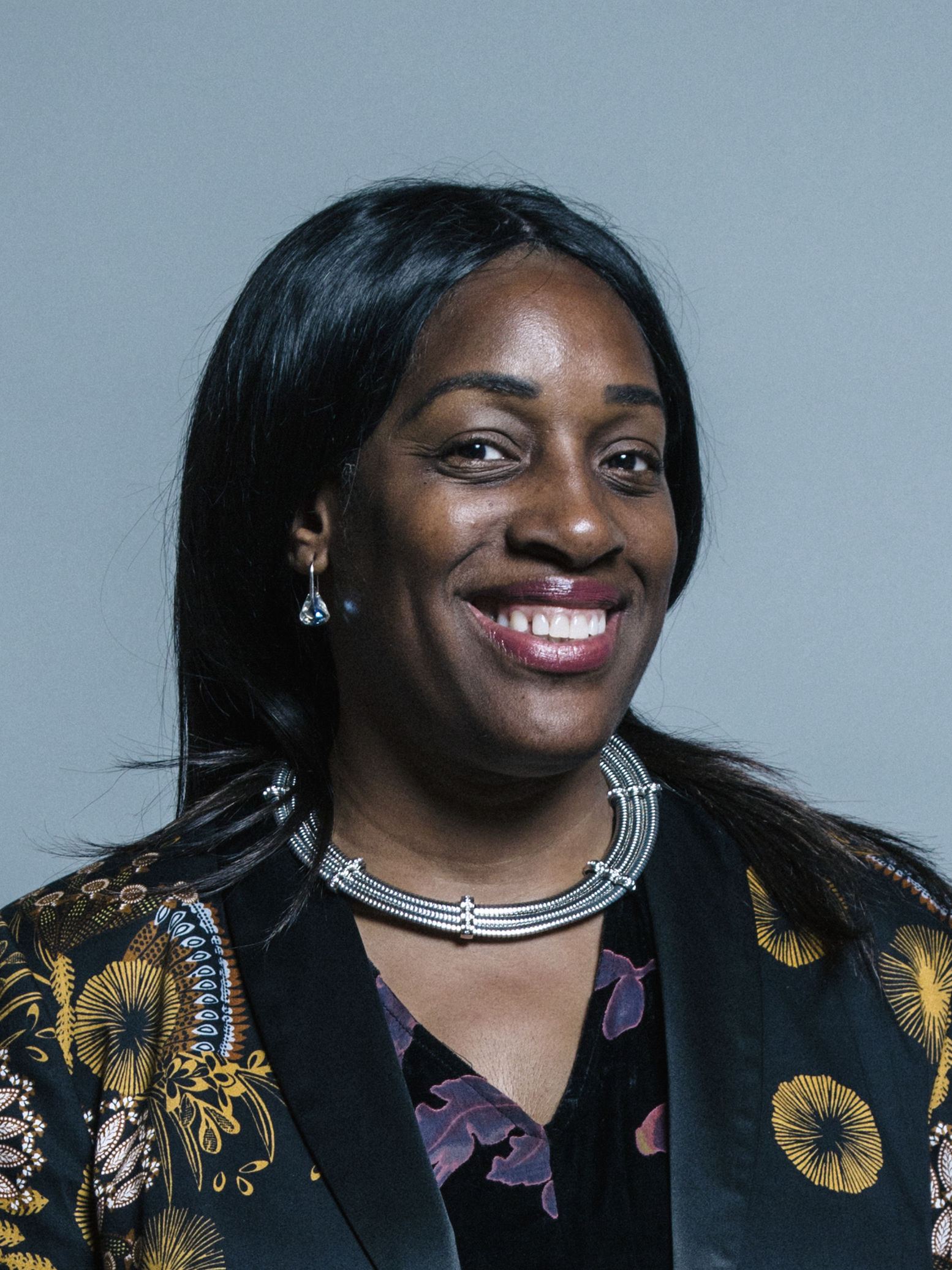
Kate Osamor (2015-Présent)